# Chepniers
Chepniers – miejscowość i gmina we Francji, w regionie Nowa Akwitania, w departamencie Charente-Maritime.
Według danych na rok 1990 gminę zamieszkiwały 604 osoby, a gęstość zaludnienia wynosiła 21 osób/km² (wśród 1467 gmin regionu Poitou-Charentes Chepniers plasuje się na 488. miejscu pod względem liczby ludności, natomiast pod względem powierzchni na miejscu 189.).